# Russell Investments Center
Das Russell Investments Center ist ein 182 Meter hohes Bürogebäude in Seattle, Washington.

## Geschichte
2001 gab Washington Mutual der Pine Street Group den Auftrag, für sie ein neues Gebäude zu erbauen. Am 12. November 2002 genehmigte der Seattle City Council den Bau des Gebäudes. 2004 begannen die Bauarbeiten, welche im März 2006 abgeschlossen waren. Es war der größte Neubau in Downtown Seattle seit 15 Jahren. Das Nebengebäude des Hochhauses, in dem sich das Seattle Art Museum befindet, wurde im Mai 2007 eröffnet.
Nach der Übernahme Washington Mutuals durch JPMorgan Chase wurde das Gebäude am 1. Juni 2009 in Chase Center umbenannt. Nachdem Russell Investments 2009 beschloss nach Seattle umzuziehen, kauften sie das Gebäude und benannten es in Russell Investments Center um.